# Faits divers (nouvelle)
Pour les articles homonymes, voir Faits divers (homonymie).
Faits divers (Происшествие) est une nouvelle de sept pages d'Anton Tchekhov, publiée en 1887.

## Historique
Faits divers est initialement publiée dans la revue russe Le Journal de Pétersbourg, numéro 120, du 4 mai 1887, sous le pseudonyme d'A. Tchekhonte. Elle est aussi traduite en français sous le titre Dans la forêt - Récit d'un voiturier .

## Résumé
Un paysan transportant cinq cents roubles fait le fanfaron dans une taverne. 
Continuant son chemin, il s'aperçoit qu'il est suivi par des brigands. Il donne l’argent à Aniouta, sa fille de huit ans, et lui dit d'aller se cacher. Les trois brigands le rattrapent et le tuent sous les yeux de sa fille. Elle s’enfuit et trouve refuge chez la femme d'un des brigands à qui elle raconte son histoire. La femme lui prend son argent et fait la noce avec les trois hommes. Ivres, ils décident d'égorger la fillette. Aniouta, couchée dans le lit des enfants de la maison, a compris ce qui allait lui arriver. Elle change de veste avec la fille de la maison et s’enfuit. Elle trouve du secours en chemin. 
Peu après, on vient arrêter les brigands. Ils avaient tué leur fille à coups de hache.

## Édition française
- Faits divers, traduit par Édouard Parayre, Bibliothèque de la pléiade, éditions Gallimard, 1970  (ISBN 2-07-010550-4)